# Мишачий хвіст
Мишачий хвіст (Myosurus) — рід квіткових рослин родини жовтецевих (Ranunculaceae).

## Опис
Це голі рослини. Листки лінійні, тупі, зібрані прикореневою розеткою. Квітконосних стебел здебільшого декілька, Звичайно вони перевищують листки. Оцвітина з п'яти чашолистків (які мають біля основи шпорку) і п'яти пелюсток з ниткоподібним нігтиком і вузенькому пластинкою, біля основи якої є медова ямка. Тичинок п'ять та більше. Маточок багато. Плоди — численні сім'янки; квітколоже біля плодів дуже видовжене.

## Класифікація
Рід містить 15 видів, з них в Україні росте лише один — мишачий хвіст малий (Myosurus minimus).
Види:
- Myosurus alopecuroides
- Myosurus apetalus
- Myosurus aristatus
- Myosurus australis
- Myosurus breviscapus
- Myosurus capensis
- Myosurus cauda-muris
- Myosurus clavicaulis
- Myosurus cupulatus
- Myosurus egglestonii
- Myosurus europaea
- Myosurus gracilis
- Myosurus heldreichii
- Myosurus lepturus
- Myosurus major
- Myosurus minimus
- Myosurus nitidus
- Myosurus novae-zelandiae
- Myosurus patagonicus
- Myosurus prenglii
- Myosurus pringlei
- Myosurus scaposus
- Myosurus sessilis